# 제1군단 (베트남 인민군)

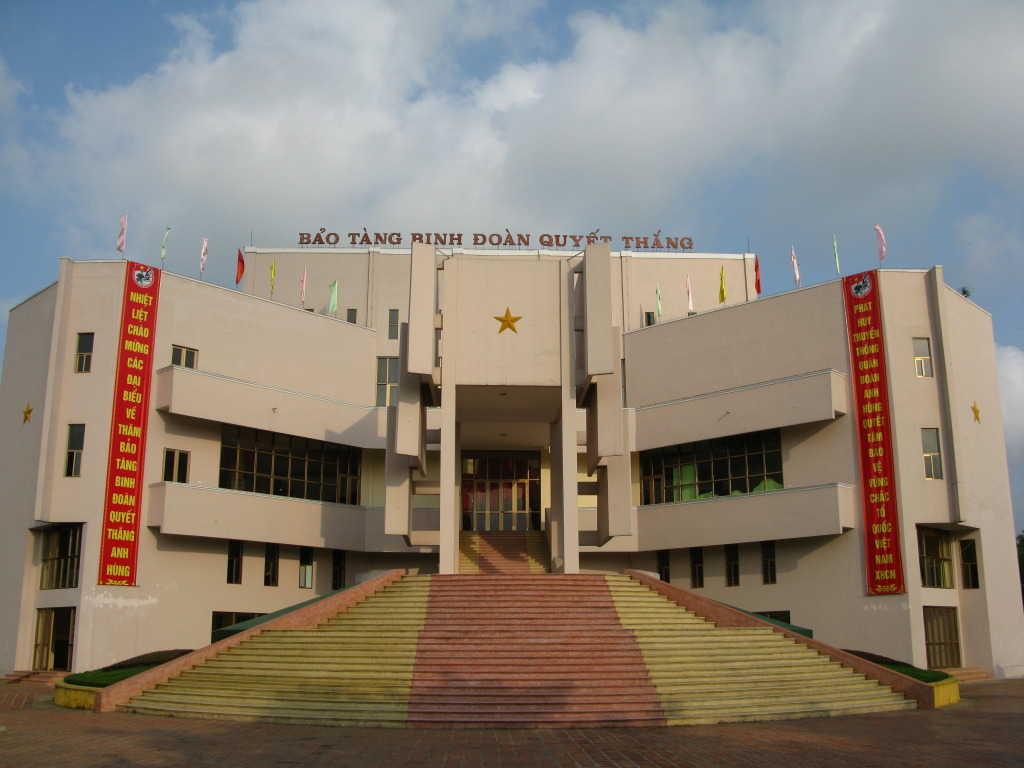
닌빈성에 위치한 제1군단 박물관의 모습

제1군단(베트남어: Quân đoàn 1), 결승군단(베트남어: Binh đoàn Quyết thắng)은 베트남 인민군의 4개의 군단 중 하나로 베트남 국방부에 소속하고 있다.

## 역사
1973년 10월 24일에 창설되어, 2023년 11월 21일에 제2군단과 합쳐져 제12군단이 되었다.